# Macedonië op het Eurovisiesongfestival 2012
Macedonië nam deel aan het Eurovisiesongfestival 2012 in Bakoe, Azerbeidzjan. Het was de 12de deelname van het land op het Eurovisiesongfestival. MRT is verantwoordelijk voor de Macedonische bijdrage voor de editie van 2012.

## Selectieprocedure
De Macedonische openbare omroep koos ervoor zijn kandidaat voor het Eurovisiesongfestival 2012 intern te kiezen. De keuze viel uiteindelijk op Kaliopi, de zangeres die ook al in 1996 moest deelnemen aan het Eurovisiesongfestival, maar toen in de audiovoorronde strandde. In 2012 krijgt ze dus een tweede kans. Haar aanduiding raakte op 19 november 2011 bekend. Bijna twee maanden later, op 16 januari 2012, maakte MRT bekend dat Kaliopi met het nummer Crno i belo naar Bakoe zou trekken.

## In Bakoe
In Bakoe trad Macedonië aan in de tweede halve finale, op donderdag 24 mei. In de finale eindigde het als dertiende. 